# 2019年コロナウイルス感染症によるスポーツへの影響
2019年コロナウイルス感染症によるスポーツへの影響（2019ねんコロナウイルスかんせんしょうによるスポーツへのえいきょう）では、新型コロナウイルス感染症（COVID-19）の流行に伴うスポーツへの影響について述べる。
この流行はスポーツ界にも大きな影響を与えており、第二次世界大戦以来となる中止や延期が相次いでいる 。一方、ベラルーシやニカラグア、タジキスタンといった国ではプロスポーツが予定どおり開催されている。

## 総合競技大会
2020年夏に東京で開催予定だったオリンピック・パラリンピックが2021年夏に延期された（近代オリンピック史上初の延期）。
日本の全国高等学校体育連盟は、2020年に開催予定の令和2年度全国高等学校総合体育大会のうち夏季大会および全国高等学校定時制通信制体育大会を同年4月26日に臨時理事会で協議した結果、中止が決定した。また日本中学校体育連盟も、2020年に開催予定の全国中学校体育大会のうち夏季大会を中止が決定した。
全米大学体育協会（NCAA）はマーチ・マッドネスと呼ばれているNCAA男子バスケットボールトーナメントをはじめとする選手権大会を中止すると発表。
2021年冬季ユニバーシアードは、2021年1月21日から1月31日までスイス・ルツェルンで開催される予定であったが、日程を2021年12月11日から12月21日までに延期した後、中止となった。

## 陸上競技
ワールドアスレティックスは2020年に中国南京で予定していた世界室内選手権を2021年3月、2021年にアメリカオレゴンで予定していた世界選手権を2022年7月にそれぞれ1年延期すると発表。またダイヤモンドリーグの一部大会も延期となる。
さらにボストン・ロンドン・ベルリンマラソン
が相次いで延期された。その後ボストン・ベルリン・シカゴ・ニューヨークシティは中止された。

## 水泳
FINAはダイビングワールドシリーズ北京大会の中止、その後のカザン・ロンドン大会を延期。水球の世界最終予選の延期を発表。さらに東京で行われる予定だった飛込ワールドカップ、アーティスティックスイミング五輪予選も延期。また2021年に福岡市で開催予定の世界選手権・世界マスターズ選手権も2022年に、さらに翌2023年に延期。しかしFINAはハンガリーで同年世界選手権を開催。
カナダ水連は同上の理由で2022年に予定していたパンパシフィック選手権を2026年に延期された。

## 野球
2020年のプロ野球は、台湾（中華職棒）が4月12日に開幕、5月8日からは1,000人を上限に観客の入場を解禁。韓国KBOリーグも3月28日開幕予定だったが、5月5日に無観客で開幕。日本プロ野球もオープン戦を3月以降無観客で行ったが、その後感染拡大により6月19日に試合数を削減して無観客で開幕した。

### 国際
2021 ワールド・ベースボール・クラシック予選は延期。本大会も2023年に延期された。
リトルリーグ国際本部は2020年4月30日、リトルリーグ・ワールドシリーズを史上初めて中止することを発表した。

### アマチュア野球
日本高等学校野球連盟は2020年の第92回選抜高等学校野球大会（毎日新聞社共催）、第102回全国高等学校野球選手権大会（朝日新聞社共催）、第65回全国高等学校軟式野球選手権大会の中止を発表（このことにより春夏連続甲子園中止という史上初の事態となっている。さらに明治神宮野球大会も中止されたことにより、学生野球の全国大会が全く開催されなかった）。また毎日新聞社と日本野球連盟は同年の社会人野球日本選手権大会、全日本クラブ野球選手権大会などの中止を発表。また以下の大会が中止延期されている。
- 全日本大学野球選手権大会
- 高円宮賜杯全日本学童軟式野球大会
- 高松宮賜杯全日本軟式野球大会
- 全日本少年軟式野球大会
- ボーイズリーグ日本少年野球春季全国大会・日本少年野球選手権大会
- リトルシニア全国選抜野球大会・日本選手権（1回戦で打ち切り）
- 白龍旗争奪実業団野球東京大会
- 紅龍旗争奪実業団野球全国大会

## サッカー
国際サッカー連盟（FIFA）は3月に予定していた国際Aマッチデーを主催者の判断で実施可否を求めた。さらに2020年4月3日、FIFAは、2020 FIFA U-20女子ワールドカップと2020 FIFA U-17女子ワールドカップをそれぞれ2021年第一四半期に延期。2020 FIFAフットサルワールドカップも1年延期。
UEFA EURO 2020、コパ・アメリカ2020などの大会延期が相次いだ。
国内リーグではアルゼンチン、ベルギー、オランダ、フランスなどが打ち切りを発表した他、UEFAチャンピオンズリーグやUEFAヨーロッパリーグなどの欧州主要大会も3月から延期され、7~8月にかけて集中開催された。

## アイスホッケー
国際アイスホッケー連盟（IIHF）は2020年の女子世界選手権.、U18世界選手権、男子世界選手権の中止を発表。また一部のリーグ戦の打ち切りも発表した。
NHLも3月12日に中断。5月26日、ギャリー・ベットマンコミッショナーがレギュラーシーズンを打ち切りを発表。7月～9月に24チームによるプレーオフをトロントとエドモントンでバブル開催。2020–21シーズンを12月開幕を目指す。

## スケート
国際スケート連盟（ISU）は2020年の世界フィギュアスケート選手権大会、世界ショートトラックスピードスケート選手権大会、世界シンクロナイズドスケーティング選手権大会の中止を発表。また2022年はエストニアでヨーロッパ選手権・四大陸選手権・世界ジュニア選手権を集中開催。

## クリケット
パキスタンクリケット協会は2020年のパキスタン・スーパーリーグのプレーオフを短縮、無観客の予定だったが中断。
インドクリケット管理委員会はIPLの開幕を無期限延期。その後アラブ首長国連邦で9月から11月までバブル開催が決定。
国際クリケット評議会（ICC）はオーストラリアで予定していたICC男子T20ワールドカップ、および2021年にニュージーランドで予定のICC女子ワールドカップをそれぞれ2022年に延期。なお2021年T20ワールドカップはインドで変わらずのはずが、UAEとオマーンでの開催に変更。

## カーリング
世界カーリング連盟は、2020年の世界選手権（女子、男子、ミックスダブルス、シニア、ミックス）や、地域大会（パシフィックアジア、ヨーロッパ、アメリカなど）を中止した。また、日本国内では、シニア選手権や車いす選手権、ワールドツアー大会であるどうぎんカーリングクラシックやアドヴィックスカップなどが中止された。

## 格闘技

### 総合格闘技
UFCは3月に予定していた三大会の開催を見送り、4月にUFC 249をカリフォルニアの先住民の島で予定していたが、ESPNとディズニーが猛反発し見送り。5月9日にフロリダ州ジャクソンビルで無観客開催された。
ベラトールも親会社のバイアコムCBSの施設で観客を入れずに開催予定。
RIZINは4月19日横浜アリーナ大会の中止が発表されている。

### プロレス

#### アメリカ
フロリダ州では、州の経済に及ぼす影響の大きさを考慮し、「必要不可欠なサービス」として、食料品店や病院、銀行、公共インフラなどとともにプロレスの事業が認められ、無観客開催を条件に開催が認められたため、大手団体はフロリダ州に一時的に本拠地を置いて活動する団体が多かった。
WWEは2020年3月13日以降の大会を全て中止。養成施設であるパフォーマンスセンターでTVショウの収録を行っている。レッスルマニア36も無観客で行った。毎年恒例のワールドツアーは中止となり、レスラーやスタッフなどに感染者が出るなど、影響が出ている。同年8月21日からアムウェイ・センターをWWEサンダードームと命名し、観客をバーチャルで登場することになった。
AEWは、3月17日の大会以降の有観客開催が中止となり、フロリダ州ジャクソンビル、TIAAバンク・フィールド内のデイリーズプレイスにて収録を行った。

#### 日本国内
新日本プロレスもアメリカ大手団体と同様に同年3月以降の大会中止。その後、各団体で中止や延期が相次いだ。その一方で、緊急事態宣言が発令されるまで、対策を講じた上で開催する団体もあり、業界内で一致した行動が取れていない。
これについて新日本をはじめとする7団体が馳浩（衆議院議員、元全日本プロレス）に要望書を提出する一方、統一した組織のないプロレス業界に統一コミッションの設置を要求した。
新日本は業界最大手としての社会的責任と無観客でも安全を確保出来ない事から、後述の無観客興行の手法は採用せず、6月15日に会場非公開の大会から再開するまで、最終的に110日間・合計53大会の開催を全て自粛した。その後、ニュージャパン・カップ優勝戦とドミニオンが行う7・11&12大阪城ホールで4000人程度観客を入れる興行を実施した。
女子団体アイスリボンでは、既に構築されていた興行フォーマットを活用し、3月から5月末にかけてニコニコ生放送等による生配信・無観客興行を開催。これに追従する他団体も現れた。その一方、大日本プロレスでは3月16日開催の横浜文化体育館大会を、横浜市からの興行自粛勧告及び市営スポーツ施設閉鎖指示を無視して強行開催した上、その後の地方巡業を緊急事態宣言発令ギリギリまで強行した事で、批判を浴びた。
定期開催されているリーグ戦では全日本「チャンピオン・カーニバル」2020年大会が外国人選手が来日不能、その後も感染収束がみられないことで4月の全日程が中止。その後9月から10月にかけてエントリー選手を入れ替え開催された。新日本「ベスト・オブ・ザ・スーパージュニア」2020年大会が6月の予定日程が中止となり、10月に開催になるなど影響があった。

### ボクシング
日本ボクシングコミッションは2020年6月までの興行を中止。

### 大相撲
日本相撲協会は大阪での三月場所を無観客で開催。また五月・七月場所も2週延期。その後五月場所は中止され、名古屋で予定していた七月場所は国技館で開催された。さらに十一月場所も福岡開催を断念し、国技館開催となった。翌年の三月場所も大阪開催を取り止め、やはり国技館で開催された。これにより翌五月場所まで6場所連続国技館での開催という異常事態となった。

### 柔道
2020年2月のグランドスラム・パリでは新型コロナウイルスの影響により、中国選手団のビザ発給がなされなかった。
3月からIJFワールド柔道ツアーが休止状態となった。1年延期となった東京オリンピックの予選期限は来年6月まで延ばされた。日本国内の柔道大会も同様の状態となった。オリンピックの日本代表が唯一決まっていない66kg級は4月の選抜体重別で丸山城志郎か阿部一二三のいずれかに決まる予定だったが、それも延期となった。
4月には全柔連において、専務理事の中里壮也を始めとした職員の約半数もが新型コロナウイルスに感染するクラスターが発生した。
5月には全柔連職員によるクラスター発生で1ヶ月延期になっていた66kg級を除いたオリンピック日本代表内定選手の取り扱いに関する常務理事会と強化委員会が開かれて、現状維持が改めて確認された。その後、正式決定された。
続いて全柔連は、6月から段階的に稽古の再開を許可することになった。第一段階ではマスク着用の上、組み合わない状態での練習のみが認められて、その後状況に応じて部分的な乱取り稽古まで認める方針を示した。日本選手の場合は、12月に地元で開催されるグランドスラム・東京から国際大会に参加する予定だという。
9月のグランプリ・ザグレブから再開される予定のワールド柔道ツアーでは、入念な新型コロナ対策のために、選手を始めとした関係者には複数回の陰性証明が求められるとともに、会場では無観客の上、選手以外の関係者は審判を含めて全員にマスクの着用が義務付けられることになった。また、表彰式では選手同士の握手が禁じられる。その後、10月下旬のグランドスラム・ブダペストから再開されることが決まった。

## バスケットボール
NBAは3月11日、ジャズのルディ・ゴベールに陽性反応が出たため即時中断。その後7月末からフロリダ州オーランドで22チームが参加し10月のNBAファイナルまで集中開催を行い、ロサンゼルス・レイカーズが優勝した。
B.LEAGUEは2月28日～3月11日にかけて開催を予定していたB1リーグ戦およびB2リーグ戦の開催延期を発表。その後3月14日、15日は無観客試合で開催したが
、3月27日、以降のプレーオフを含むリーグ全試合の中止が発表された。
ユーロリーグは2019-20シーズンのターキッシュ エアラインズ ユーロリーグおよび7DAYSユーロカップの打ち切りを発表。

## バレーボール
FIVBは2020年の五輪ビーチバレー最終予選とネーションズリーグの延期を発表。
日本バレーボール協会は、令和元年度天皇杯・皇后杯全日本バレーボール選手権大会のファイナルラウンド及び第69回黒鷲旗全日本男女選抜バレーボール大会（5月1日 - 6日：大阪市中央体育館）など協会主催大会の開催中止又は延期を決定。さらに東北で開催予定だった全日本バレーボール小学生大会を延期。
日本バレーボールリーグ機構（Vリーグ）は、シーズン前哨戦たる『2020V・サマーリーグ女子大会』（東部大会：黒部市総合体育センター〈富山県黒部市〉、西部大会：スカイホール豊田〈愛知県豊田市〉）及び『2020Vリーグジュニア選手権大会』（三重県津市）の主管大会についてそれぞれ中止。

## フィールドホッケー
ユーロホッケーリーグファイナル8が延期。

## 卓球
ITTFは2020年の世界選手権を再延期。さらに世界ランクの凍結も発表。
またTリーグでも国技館で予定していたファイナルを無期延期されたが、その後中止が決定し、レギュラーシーズン1位の木下と日本生命が年間王者となった。

## バドミントン
世界バドミントン連盟は2020年のトマス杯・ユーバー杯を無期延期。さらにワールドツアーでも全英オープン後の大会を中止延期。

## テニス
2020年のBNPパリバ・オープン以降、ATP・WTAの大会が軒並み中止・延期。同年のウィンブルドン選手権は中止。全仏オープンも同年9月27日開幕に延期。全米オープンは予定どおり、無観客で実施。2021年もアジアを中心に中止が相次いだ。

## ゴルフ
PGAツアーでは2020年のザ・プレーヤーズ選手権の1日目終了後に打ち切りを発表。マスターズは11月、全米オープンも9月、全米プロ選手権も8月に延期された。なお、全英オープンは1年延期がR&Aから発表されている。なおPGAツアーは6月11日からのチャールズ・シュワブ・チャレンジから無観客開催として再開されている。
ヨーロピアンツアーでは7月のUKスイング（ブリティッシュ・マスターズなど）を6週開催予定であり、休止していたイングリッシュ・オープンやウェールズオープンを復活する予定。12月のDPワールドツアー選手権まで実施予定である。
女子ではエビアン選手権は中止、ANAインスピレーションが9月10-13日、KPMG女子PGAは10月、全米女子オープンも12月に延期。
全米ゴルフ協会（USGA）は全米ジュニアアマチュア、全米女子ジュニア、全米シニアオープン、全米シニア女子オープンの中止を発表。
日本ゴルフ協会は日本ジュニアゴルフ選手権、日本女子アマチュアゴルフ選手権、日本アマチュアゴルフ選手権などの中止を発表。
アマチュアの英米対抗戦カーティスカップ・ライダーカップも2021年に延期。

## ハンドボール
EHF EURO 2020女子予選が延期となった。

## 競馬
競馬ではオーストラリア、フランス、香港、日本、アメリカ合衆国の一部が無観客開催されている。
またジョッキークラブではダービーなどの延期、グランドナショナルの中止。ドバイレーシングクラブでもドバイワールドカップの中止。チャーチルダウンズも、2020年ケンタッキーダービー（アメリカクラシック三冠第一戦）を9月5日に延期。またプリークネスSも10月、ベルモントSは2週遅らせたうえで距離も1.1/8マイルに短縮。

## 体操競技
国際体操連盟（FIG）はバクーで開催されたワールドカップ決勝が中止となり、予選の結果が最終順位となった。また東京五輪テスト大会のW杯など中止。

## オーストラリアンフットボール
AFLプレミアシップは開幕節は無観客で行われたが、その後は中断している。グランドファイナルもMCGからブリスベンに変更

## アメリカンフットボール
NFLも新型コロナの大流行の影響で4月にラスベガスで予定していたNFLドラフトはMicrosoft Teamsを利用したビデオ会議での開催となった。2020年シーズンは開幕から平常通り開催されているものの、ロンドン、メキシコシティで開催予定だったインターナショナルゲームは中止。更に選手や関係者などに感染者が続出し、試合延期などが発生しており、影響が出ている。

## 自転車競技
国際自転車競技連合（UCI）はロードレースを8月1日まで中止を命令。
ツール・ド・フランスを主催するASOは2020年大会を8月29日から9月20日に延期すると発表。またジロ・デ・イタリア、ブエルタ・ア・エスパーニャもそれぞれ延期されている。
また競輪を管轄するJKAは2月末から当面の間無観客開催を行っているが、4月に井上茂徳がコロナに感染して以降開催中止が相次ぎ、5月5日から10日まで静岡競輪場で開催される予定だった第74回日本選手権競輪が中止となった。

## モータースポーツ
- 国際自動車連盟（FIA）と各国主催団体は、2020年のF1世界選手権を第1戦オーストラリアGP（3月13日～15日）から第8戦アゼルバイジャンGP（6月5日～7日）までの中止・延期を決定した[96]。特に5月21日～24日に開催予定だった第7戦モナコグランプリは当初延期だったが、代替レースも開催せず中止が発表された。世界3大レースに数えられ通算78回・64年連続開催の歴史があったが途切れる形となった[97]。またこれにより、旧レイアウトでのアルバート・パーク・サーキットでのF1開催は2019年をもって最後となり、2021年より改修された後のレイアウトで開催される予定。4月27日、新たにフランスGP（6月26日～28日）の中止が決定[98]。またFIAは暫定スケジュールを発表。7月3日～5日の開幕を目指すとしていたが[99]、6月2日、正式にオーストリアGPから始まる前半8戦分の改定スケジュールを発表した[100]。6月12日、FIAはアゼルバイジャンGP、シンガポールGPと[101]、鈴鹿サーキットで行われる予定だった日本グランプリの開催中止を発表した[102]。
- 2020年の世界ラリー選手権（WRC）は、第3戦のラリー・メキシコが最終日のSSを全て打ち切ったほか、第4戦のラリー・アルゼンチンと第6戦のラリー・イタリア・サルディニアの2戦が開催延期となっている。8月19日、11月19日～22日に開催予定だったWRC日本ラウンド『ラリージャパン』の2020年開催断念を「ラリージャパン2020実行委員会」が発表した[103]。
- ロードレース世界選手権（MotoGP）は、開幕戦のカタール（MotoGPクラスのみ）と第6戦のドイツ～第8戦のフィンランドを中止したほか、第2戦のスペイン～第5戦のカタルーニャまでが開催延期となっている。モビリティランドは6月1日、関係者の大移動を避け、ヨーロッパでの開催を優先させたい主催団体の方針により、ツインリンクもてぎで10月16日～18日に開催する予定だった日本グランプリの中止を発表した[104]。

（詳細は「2020年のMotoGP」、「2020年のMotoE」を参照）。
- NASCARでもカップシリーズ第5戦以降を延期。NASCARは5月17日にダーリントンでのカップシリーズを無観客で再開[105]。
- 主にアメリカで開催されているインディカー・シリーズは、6月6日にテキサス州・ダラス郊外のテキサス・モーター・スピードウェイで2020年開幕戦を行うと発表した。新たなレーススケジュールによると、通常5月末のメモリアルウイークエンドに行われていたINDY500は8月23日が決勝日に設定されている[106]。
- オートレースを管轄するJKAは2月末から当面の間無観客開催を行っているが、4月オールスターも当初の昼間開催からナイターに変更。
- 鈴鹿8時間耐久ロードレースは、 2020年の第43回は当初、2020年東京オリンピックの開催期日を考慮し例年の7月最終週開催から変更し、2020年7月19日が決勝日となる予定だったが、新型コロナウイルス感染症の拡大防止対策の一環で10月30日から11月1日に順延が決まった[107][108]。しかし、『海外からの渡航に関する規制解除の見通しが立っておらず海外チームの入国が難しい』として、8月12日に大会の中止が発表された[109]。

## ラグビーユニオン
シックス・ネイションズは2020年のイタリアのホームゲームを延期。後に全試合が延期された。
ジャパンラグビートップリーグは選手が違法薬物使用容疑で逮捕されたことにより3月14日から休止していた が、23日に大会中止が発表された。

## ラグビーリーグ
ナショナルラグビーリーグは3月23日で中断。9月1日までに再開しなければ開催中止もありゆるとの声明を出した。
北半球最高峰のスーパーリーグもRFLは3月16日で下部リーグを含め中断。

## モルック
2020年8月にフィンランド・ヒュヴィンカーで開催される予定だったモルック世界大会が中止となった。代わりに2021年の世界大会の開催もフィンランドモルック協会に委託されることとなった。

## チェス
2020年にロシアで予定していた第44回チェス・オリンピアードは2021年夏に延期した。

## ダーツ
PDCは3月下旬以降のユニベットプレミアリーグをはじめとする大会を軒並み延期。代わりにPDCホームツアーを開催している。

## eスポーツ
XFLAGはモンプロツアーファイナルを無観客で開催。またESLもスポデクでのIEMも無観客で開催された。
さらにDota 2世界一決定戦TI10、フォートナイト・ワールドカップ、ロケットリーグ世界選手権も中止ないし延期されている。